# 山木勝博
山木 勝博（やまき かつひろ、1970年4月16日 - ）は熊本県出身の元サッカー選手。ポジションはフォワード。

## 来歴
長崎県立国見高等学校では1学年上に二宮浩や吉田裕幸、同期に永井秀樹、1学年下に原田武男らがいる。2年時の高校総体では準優勝。冬の高校選手権（第66回）では、決勝の東海大学第一高校戦において決勝点となるボレーシュートを決め、同校の初優勝に貢献した。大会後には優秀選手に選ばれ、日本高校選抜の欧州遠征に参加した。3年時の高校選手権（第67回）ではベスト8に終わったが前年に続き優秀選手に選ばれた。
高校卒業後に駒澤大学へ進学したが、その後中退し、1992年に日本サッカーリーグ2部の住友金属工業蹴球団に加入。岡本賢二（元読売クラブ）と共にシーズン途中での加入となった。同年2月26日に行われた1991-92シーズンJSL2部第23節の川崎製鉄戦でデビュー。同年3月8日に行われた25節のNTT関東戦で1アシストを決めるなど5試合に出場した。プロ化により鹿島アントラーズへと移行後もチームに在籍したが、翌1993年のJリーグ開幕前に退団した。

## 所属クラブ
- 熊本市立城南中学校
- 長崎県立国見高等学校
- 駒澤大学
- 1992年 住友金属工業蹴球団
- 1992年 鹿島アントラーズ

## 個人成績
| 国内大会個人成績 | 国内大会個人成績 | 国内大会個人成績 | 国内大会個人成績 | 国内大会個人成績 | 国内大会個人成績 | 国内大会個人成績 | 国内大会個人成績 | 国内大会個人成績 | 国内大会個人成績 | 国内大会個人成績 | 国内大会個人成績 |
| 年度             | クラブ           | 背番号           | リーグ           | リーグ戦         | リーグ戦         | リーグ杯         | リーグ杯         | オープン杯       | オープン杯       | 期間通算         | 期間通算         |
| 年度             | クラブ           | 背番号           | リーグ           | 出場             | 得点             | 出場             | 得点             | 出場             | 得点             | 出場             | 得点             |
| 日本             | 日本             | 日本             | 日本             | リーグ戦         | リーグ戦         | リーグ杯         | リーグ杯         | 天皇杯           | 天皇杯           | 期間通算         | 期間通算         |
| ---------------- | ---------------- | ---------------- | ---------------- | ---------------- | ---------------- | ---------------- | ---------------- | ---------------- | ---------------- | ---------------- | ---------------- |
| 1991-92          | 住金             | 22               | JSL2部           | 5                | 0                | 0                | 0                | 0                | 0                | 5                | 0                |
| 1992             | 鹿島             | -                | J                | -                | -                | 0                | 0                | 0                | 0                | 0                | 0                |
| 通算             | 日本             | 日本             | J                | 5                | 0                | 0                | 0                | 0                | 0                | 5                | 0                |
| 総通算           | 総通算           | 総通算           | 総通算           | 5                | 0                | 0                | 0                | 0                | 0                | 5                | 0                |